# Myra Bradwell
Myra Colby Bradwell (12 de febrero de 1831 - 14 de febrero de 1894) fue una editora y activista política estadounidense. En 1869 intentó ser la primera mujer en acceder al Colegio de Abogados de Illinois para ejercer la abogacía, pero la Corte Suprema de Illinois en 1870 y posteriormente la Corte Suprema de los Estados Unidos en 1873 le negaron la admisión, en sentencias que defendían una esfera separada para las mujeres. Bradwell había fundado y publicado el Chicago Legal News desde 1868, en el que informaba sobre esta ley, continuando ese trabajo. Mientras tanto, influenciada por su caso, en 1872 la Asamblea General de Illinois aprobó una ley estatal que prohibía la discriminación por razón de género en el acceso a cualquier ocupación o profesión (con excepción del ejército).
En 1890, la Corte Suprema de Illinois, por iniciativa propia, admitió a Bradwell al colegio de abogados de Illinois, y la Corte Suprema de los Estados Unidos hizo lo mismo dos años más tarde. En 1994, Myra Bradwell fue incluida en el Salón Nacional de la Fama de las Mujeres.

## Biografía
Myra Colby nació el 12 de febrero de 1831 en Manchester, Vermont, hija de Eben Colby y Abigail Willey. Vivió con su familia en Vermont y en el oeste de Nueva York durante su infancia. Cuando tenía doce años, su familia se mudó a Schaumburg, Illinois. Fue a la escuela en Kenosha, Wisconsin, y luego se inscribió en el Seminario Femenino Elgin en Illinois.
En 1852, Myra Colby se casó con James B. Bradwell. Dos años después se mudaron a Memphis, Tennessee. James Bradwell era el director de una escuela privada, donde Myra Bradwell también se convirtió en profesora. Terminó su propia formación a los 24 años y aprendió por sí sola el ejercicio del derecho. Después de graduarse se convirtió en maestra de escuela.
En 1855, se mudaron a Chicago, donde James Bradwell entró en el Colegio de Abogados de Chicago. Se convirtió en un exitoso abogado y juez. En 1873 fue elegido miembro de la Asamblea General. La pareja tuvo cuatro hijos: James, Myra, Thomas y Bessi Bradwell. James y Myra murieron siendo niños.

## Carrera
Unos años después de casarse con James Bradwell, Myra Bradwell comenzó su formación jurídica cuando su marido accedió al Colegio de Abogados de Illinois. Ella era aprendiz en el despacho de su esposo y lo ayudaba con la investigación y redacción de documentos legales. Las complicaciones surgieron debido a las leyes Coverture, que prohibían a las mujeres casadas poseer propiedades. La capacidad de poseer propiedades era necesaria incluso para llegar a ser notario público.
Myra Bradwell recaudó fondos para ayudar a los soldados heridos durante la guerra civil estadounidense. También fue miembro de la Comisión Sanitaria del Noroeste.
En 1868, Bradwell fundó el Chicago Legal News. Con la asistencia jurídica de su marido, convenció a la Asamblea de Illinois para que aprobara una ley que le permitiera ser editora y gerente comercial del Chicago Legal News Company (que tenía otras publicaciones y producía material de oficina y formularios legales). Aunque las oficinas del periódico fueron destruidas en el Gran Incendio de Chicago de 1871, el periódico continuó publicándose a pesar de aquello. El periódico, de amplia circulación, publicaba información sobre opiniones judiciales, leyes y ordenanzas judiciales y también tenía una función como Muckraker (periodistas estadounidenses que denunciaron la corrupción desde sus tribunas). Sus reporteros criticaban la corrupción existente en el interior del colegio de abogados y del poder judicial local e instaron a que se regulara el ferrocarril. Bradwell también estaba decidida a mejorar el estatus de la mujer en la sociedad, por lo que el periódico incluyó una columna titulada "Leyes relativas a las mujeres".
Para apoyar el sufragio femenino y los esfuerzos para acceder al mercado laboral, Myra Bradwell ayudó a redactar la Ley de Propiedad de las Mujeres Casadas de Illinois de 1861. Junto con Alta M. Hulett, redactó la Ley de Ganancias de 1869; ambos proyectos de ley permitían a las mujeres casadas controlar sus ingresos y propiedades. En agosto de 1869, un juez federal del Tribunal de Apelaciones del Séptimo Circuito y el fiscal del estado examinaron la capacidad legal de Bradwell, la declararon capaz y sugirieron que la Corte Suprema del Estado de Illinois le otorgara una licencia para ejercer la abogacía. Pero su solicitud fue denegada debido a que, como mujer casada, no podía celebrar ningún contrato legal, como hacen los abogados en su profesión. El 5 de febrero de 1870, el Tribunal Supremo de Illinois volvió a denegar su solicitud de licencia para ejercer la abogacía por motivos de sexo. El presidente de la Corte Suprema, Charles B. Lawrence, afirmó que "Dios diseñó los sexos para que ocuparan diferentes esferas de actuación".
Bradwell apeló ante la Corte Suprema de los Estados Unidos, alegando que negarse a admitirla en el colegio de abogados por ser mujer violaba sus derechos constitucionales conforme a la Decimocuarta Enmienda ("Ningún Estado promulgará o aplicará ninguna ley que restrinja los privilegios o inmunidades de los ciudadanos de los Estados Unidos; ni ningún Estado privará a ninguna persona de la vida, la libertad o la propiedad sin el debido proceso legal; ni negará a ninguna persona dentro de su jurisdicción la igual protección de las leyes…"). A pesar de los esfuerzos del senador Matthew Hale Carpenter, que argumentó a su favor, la Corte sostuvo por 8 a 1 que la Cláusula de Privilegios e Inmunidades de la Decimocuarta Enmienda no incluía el derecho a ejercer una profesión. El juez Joseph P. Bradley escribió: “La timidez y delicadeza naturales y propias del sexo femenino evidentemente lo incapacitan para muchas de las ocupaciones de la vida civil… [E]l destino y misión primordiales de la mujer son cumplir con los nobles y benignos oficios de esposa y madre. Esta es la ley del Creador”.
La decisión del tribunal fue cuádruple:
1. A las mujeres no se les permitiría ejercer la abogacía.
2. Un resultado diferente abriría las compuertas y muchas más mujeres querrían seguir los pasos de Bradwell.[1]
3. Los casos brutales no serían apropiados para que los gestionara una mujer.
4. El Estado estaba preocupado por el efecto que las mujeres tendrían en la administración.

Así, en 1873, el Tribunal Supremo también le negó el acceso a la profesión de abogado debido a su sexo. Ese mismo año, el gobernador de Illinois le negó el nombramiento como notaria pública.
Mientras tanto, en 1872, influenciada por su caso, la Asamblea General de Illinois aprobó una nueva ley que establecía que "Ninguna persona será excluida o impedida de cualquier ocupación, profesión o empleo (excepto el militar) por motivos de sexo" y en 1875 se aprobó otra ley para permitir que las mujeres pudieran ser notarias. Bradwell continuó su trabajo en el Chicago Legal News, donde fue editora, gerente comercial y editora en jefe de la revista. También se convirtió en miembro activo del movimiento en favor del sufragio femenino en Estados Unidos, siendo Secretaria de la Asociación por el Sufragio de Mujeres de Illinois.
A pesar de cambiar la ley, Bradwell no realizó más trámites para obtener su licencia, aunque ayudó a mujeres en otros estados que intentaban estudiar derecho, efectuar cambios legales y obtener licencias de abogacía en sus respectivos estados. Insistió en que la igualdad de las mujeres era una cuestión que no tenía que ver con un partido político en particular. En Washington D. C., Belva Lockwood presionó al Congreso para aprobar un proyecto de ley contra la discriminación que permitiera a las mujeres ejercer en tribunales federales. Finalmente dicha legislación se aprobó en 1879 y se convirtió en ley por el presidente Rutherford B. Hayes.
En 1879, Lockwood se convirtió en la primera mujer admitida en el Colegio de Abogados de la Corte Suprema de Estados Unidos y en 1880 en la primera mujer en presentar un caso ante ese organismo. Más tarde se le negó la admisión al Colegio de Abogados de Virginia y en 1893 la Corte Suprema de los Estados Unidos se negó a obligar a Virginia a admitirla, citando su decisión en el caso de Bradwell. Mientras tanto, en 1890, la Corte Suprema de Illinois, actuando por iniciativa propia, la honró al aprobar la solicitud original de Bradwell. El 28 de marzo de 1892, Bradwell recibió su licencia para ejercer ante la Corte Suprema de los Estados Unidos. La Corte Suprema de Illinois y la Corte Suprema de los Estados Unidos admitieron a Bradwell, nunc pro tunc, de modo que el año de su admisión oficial consta como 1869.

## Muerte y legado

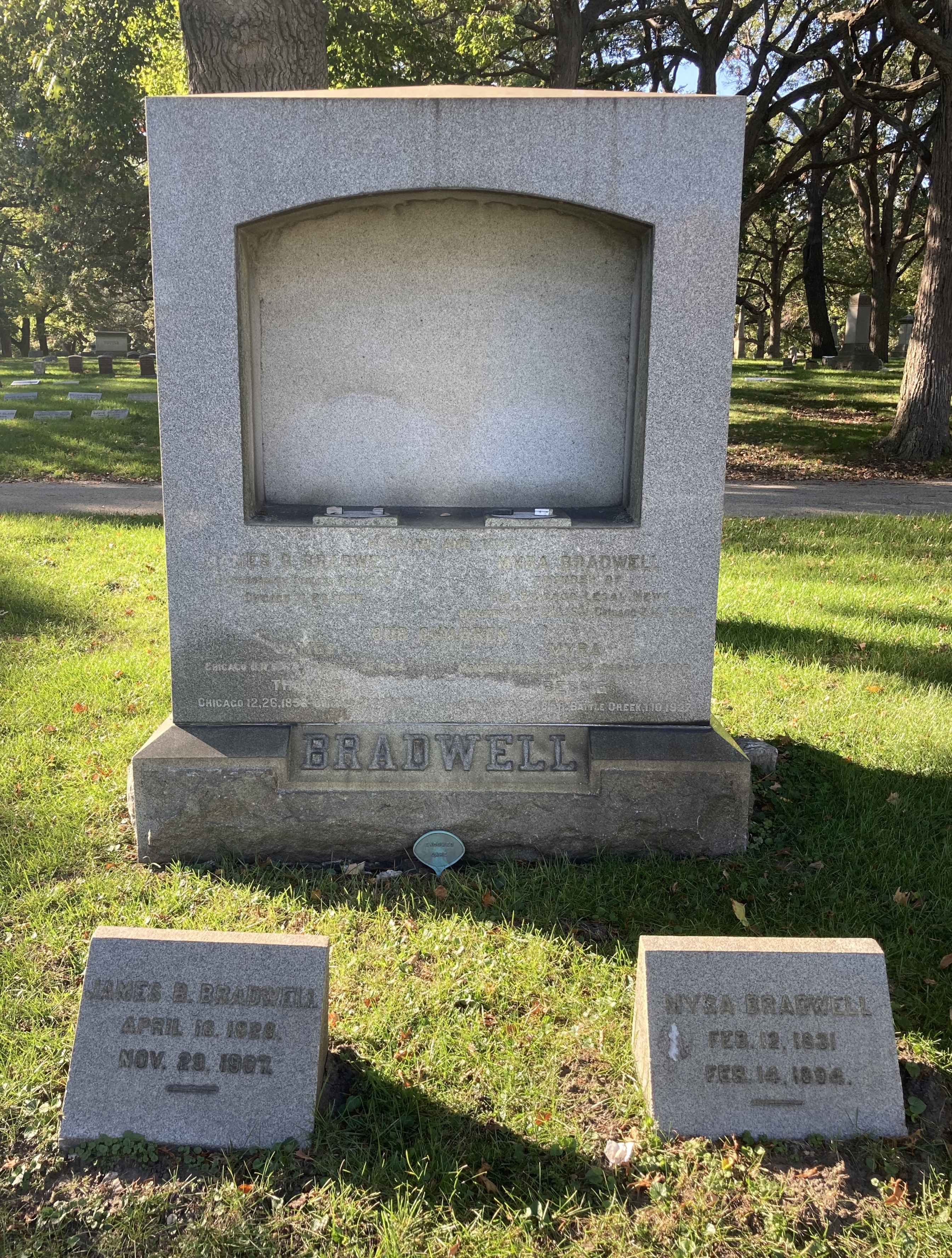
La tumba de Bradwell en el cementerio de Rosehill

Myra Bradwell murió de cáncer el 14 de febrero de 1894, apenas cuatro años después de ser admitida en el colegio de abogados. Está enterrada en el cementerio Rosehill de Chicago. Su hija, Bessie Bradwell Helmer, siguió los pasos de su madre, graduándose en el Union College of Law en 1882 y publicando el Chicago Legal News hasta 1925. Su hijo Thomas Bradwell también se convirtió en abogado y dirigía la imprenta. 
La escuela primaria Myra Bradwell en Chicago, Illinois, fue inaugurada y nombrada en su honor en 1889.